# BMW Série 5 (G30)
Cette page est une annexe de l'article « BMW Série 5 ».
La septième génération de la BMW Série 5 a été dévoilée le 13 octobre 2016 sous la forme d'une berline classique à quatre portes. Plus tard, une version break Touring et une version GT (qui s'appellera cette fois Série 6 GT) font irruption en 2017. Elle voit son poids diminuer jusqu'à 100 kg sur certaines versions et dispose évidemment d'un arsenal technologique pour concurrencer ses concurrentes (Classe E, A6, XF, GS) qui l'ont dépassée technologiquement. Elle est disponible pour l'instant avec deux 4 cylindres (un essence et un diesel) et deux six cylindres (un essence et un diesel). La variante sportive M550i et la super sportive M5 sont également prévues, avec une version électrique ou hybride rechargeable, la 530e i Performance.

## Phase 2

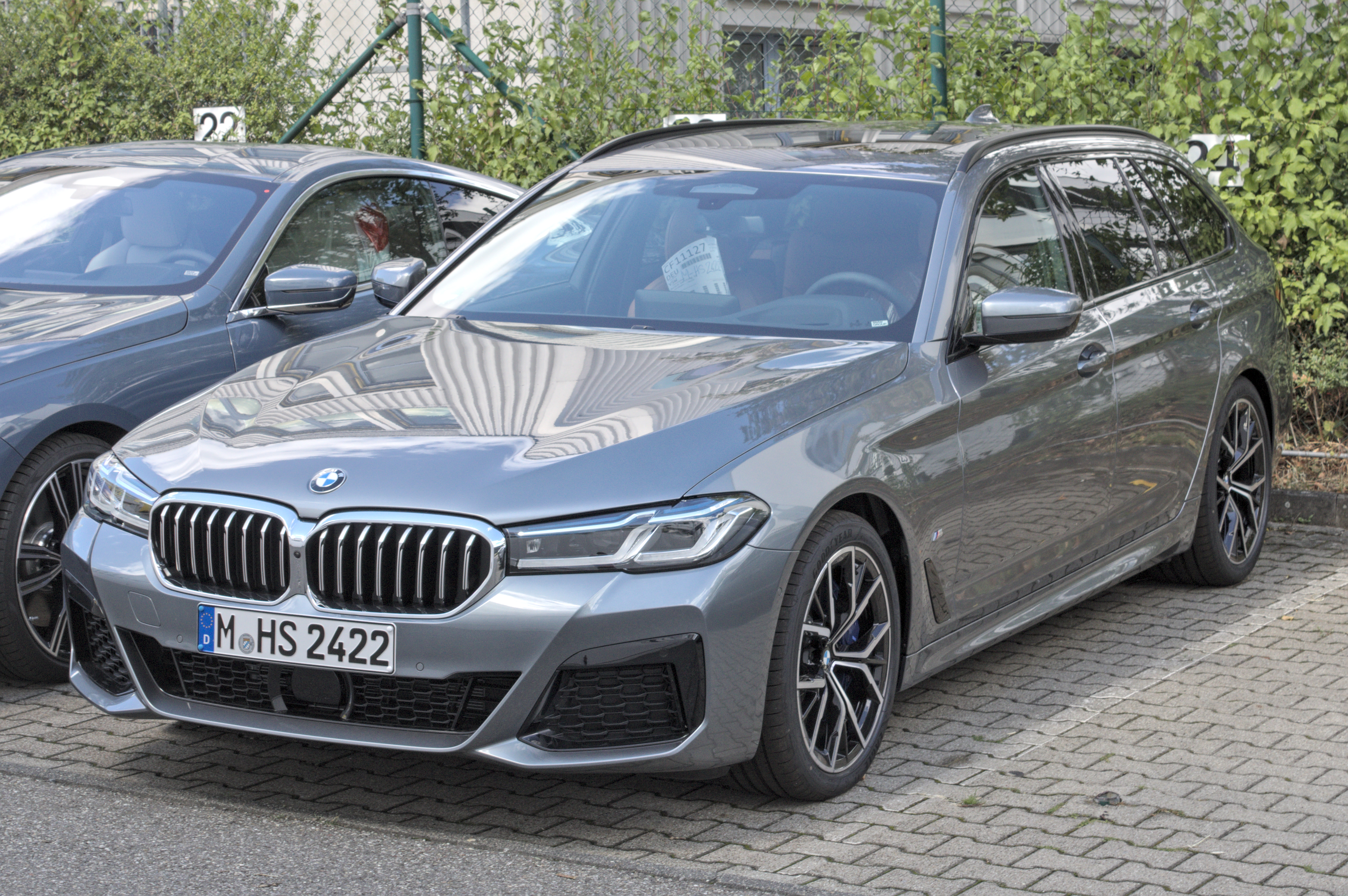
Touring (Phase 2).

La version restylée de la Série 5 est dévoilée le 27 mai 2020 en Corée du Sud

### Caractéristiques techniques
Les valeurs entre parenthèses correspondent à la variante équipée de la transmission intégrale xDrive.
Les chiffres de consommation de carburant et de pollution correspondent aux chiffres maximaux proposés par le constructeur.

#### Essence
|                              | 520i                            | 530i / xDrive                   | 540i / xDrive                   | M550i xDrive                    | M550i xDrive     | M5                              |
| ---------------------------- | ------------------------------- | ------------------------------- | ------------------------------- | ------------------------------- | ---------------- | ------------------------------- |
| Moteur                       | 4 cylindres en ligne            | 4 cylindres en ligne            | 6 cylindres en ligne            | 8 cylindres en V                | 8 cylindres en V | 8 cylindres en V                |
| Alimentation                 | Turbocompressé                  | Turbocompressé                  | Turbocompressé                  | Turbocompressé                  | Turbocompressé   | Turbocompressé                  |
| Cylindrée                    | 1 998 cm3                       | 1 998 cm3                       | 2 998 cm3                       | 4 395 cm3                       | 4 395 cm3        | 4 395 cm3                       |
| Puissance maxi               | 184 ch de 5 000 à 6 500 tr/min  | 252 ch de 5 200 à 6 500 tr/min  | 340 ch de 5 500 à 6 500 tr/min  | 462 ch de 5 500 à 6 000 tr/min  | 530 ch           | 600 ch de 5 600 à 6 700 tr/min  |
| Couple maxi                  | 290 N m de 1 350 à 4 250 tr/min | 350 N m de 1 450 à 4 800 tr/min | 450 N m de 1 380 à 5 200 tr/min | 650 N m de 1 800 à 4 750 tr/min | NC               | 750 N m de 1 800 à 5 600 tr/min |
| Norme environnementale       | Euro 6                          | Euro 6                          | Euro 6                          | Euro 6                          | Euro 6           | Euro 6                          |
| Boîte de vitesses            | Steptronic 8                    | Steptronic 8                    | Steptronic 8                    | Steptronic 8                    | Steptronic 8     | Steptronic 8                    |
| Vitesse maxi (en km/h)       | 235                             | 250                             | 250                             | 250                             | 250              | 250 / 305 (M Driver's Package)  |
| 0-100 km/h (en s)            | 7,8                             | 6,2 / (6,0)                     | 5,1 / (4,8)                     | (4,0)                           | NC               | (3,4)                           |
| Consommation (en L/100 km)   | 5,9                             | 5,9 / (6,4)                     | 6,9 / (7,4)                     | (9,2)                           | NC               | (10,5)                          |
| Émissions de CO2 (en g/km)   | 134                             | 136 / (147)                     | 159 / (169)                     | (209)                           | NC               | (241)                           |
| Capacité du réservoir (en L) | 68                              | 68                              | 68                              | 68                              | 68               | 68                              |
| Masse à vide (kg EU)         | 1 605                           | 1 615 / (1 670)                 | 1 670 / (1 735)                 | (1 885)                         | NC               | (1 930)                         |
| Disponibilité                | Été 2017                        | Février 2017                    | Février 2017                    | Mars 2017 - Mai 2019            | Mai 2019         | Printemps 2018                  |

#### Hybride
|                              | 530e iPerformance                           | 545e                                         |
| ---------------------------- | ------------------------------------------- | -------------------------------------------- |
| Moteur                       | 4 cylindres + électrique                    | 6 cylindres + électrique                     |
| Alimentation                 | Turbocompressé                              | Turbocompressé                               |
| Cylindrée                    | 1 998 cm3                                   | 2 998 cm3                                    |
| Puissance maxi               | 184 (essence) + 95 (électrique) ch = 252 ch | 286 (essence) + 112 (électrique) ch = 395 ch |
| Couple maxi                  | 420 N m                                     | NC                                           |
| Norme environnementale       | Euro 6                                      | Euro 6                                       |
| Boîte de vitesses            | Steptronic 8                                | Steptronic 8                                 |
| Transmission                 | Propulsion Intégrale                        | Intégrale                                    |
| Vitesse maxi (en km/h)       | 235                                         | NC                                           |
| 0-100 km/h (en s)            | 6,2                                         | 4,7                                          |
| Consommation (en L/100 km)   | 2,1                                         | NC                                           |
| Émissions de CO2 (en g/km)   | 49                                          | NC                                           |
| Capacité batterie (en kWh)   | 9,2                                         | NC                                           |
| Capacité du réservoir (en L) | 46                                          | NC                                           |
| Masse à vide (kg EU)         | 1 845                                       | NC                                           |
| Disponibilité                | Mars 2017                                   | Août 2020                                    |

#### Diesel
|                              | 520d / xDrive                   | 520d EfficientDynamics          | 530d / xDrive                   | 540d xDrive                     | M550d xDrive                    |
| ---------------------------- | ------------------------------- | ------------------------------- | ------------------------------- | ------------------------------- | ------------------------------- |
| Moteur                       | 4 cylindres en ligne            | 4 cylindres en ligne            | 6 cylindres en ligne            | 6 cylindres en ligne            | 6 cylindres en ligne            |
| Alimentation                 | Turbocompressé                  | Turbocompressé                  | Turbocompressé                  | Turbocompressé                  | Turbocompressé                  |
| Cylindrée                    | 1 995 cm3                       | 1 995 cm3                       | 2 993 cm3                       | 2 993 cm3                       | 2 993 cm3                       |
| Puissance maxi               | 190 ch à 4 000 tr/min           | 190 ch à 4 000 tr/min           | 265 ch à 4 000 tr/min           | 320 ch à 4 400 tr/min           | 400 ch à 4 400 tr/min           |
| Couple maxi                  | 400 N m de 1 750 à 2 500 tr/min | 400 N m de 1 750 à 2 500 tr/min | 620 N m de 2 000 à 2 500 tr/min | 680 N m de 1 750 à 2 250 tr/min | 760 N m de 2 000 à 3 000 tr/min |
| Norme environnementale       | Euro 6                          | Euro 6                          | Euro 6                          | Euro 6                          | Euro 6                          |
| Boîte de vitesses            | Steptronic 8                    | Steptronic 8                    | Steptronic 8                    | Steptronic 8                    | Steptronic 8                    |
| Vitesse maxi (en km/h)       | 235                             | 235                             | 250                             | 250                             | 250                             |
| 0-100 km/h (en s)            | 7,5 / (7,6)                     | 7,5                             | 5,7 / (5,4)                     | (4,7)                           | (4,4)                           |
| Consommation (en L/100 km)   | 4,5 / (4,9)                     | 3,9                             | 4,9 / (5,4)                     | (5,6)                           | (6,1)                           |
| Émissions de CO2 (en g/km)   | 118 (129)                       | 102                             | 128 / (142)                     | (147)                           | (159)                           |
| Capacité du réservoir (en L) | 66                              | 66                              | 66                              | 66                              | 66                              |
| Masse à vide (kg EU)         | 1 635 / (1 695)                 | 1 615                           | 1 715 / (1 770)                 | (1 825)                         | (1 920)                         |
| Disponibilité                | Février 2017                    | Mars 2017                       | Février 2017                    | Été 2017                        | Juin 2017                       |

#### Alpina

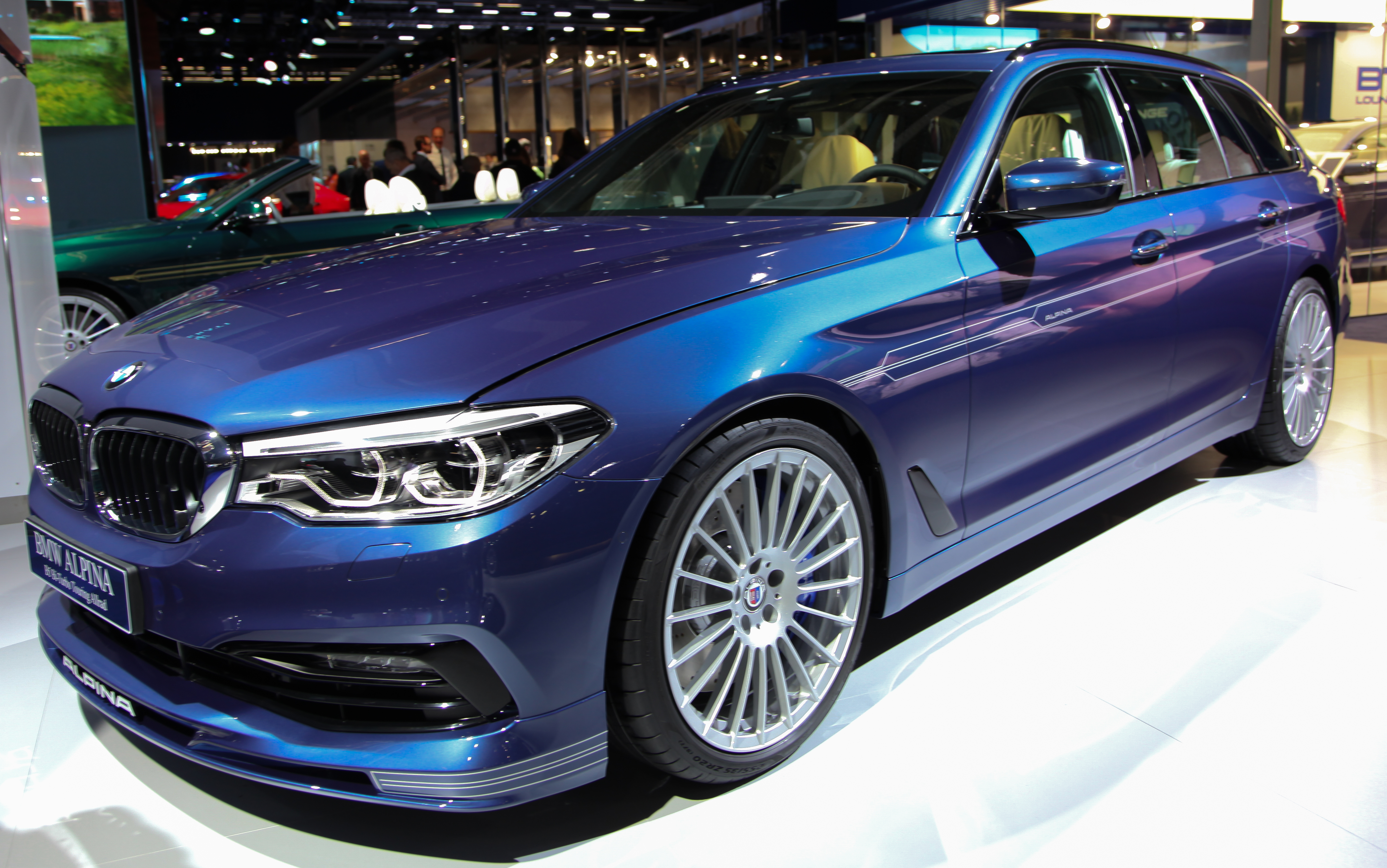
Alpina B5 Touring
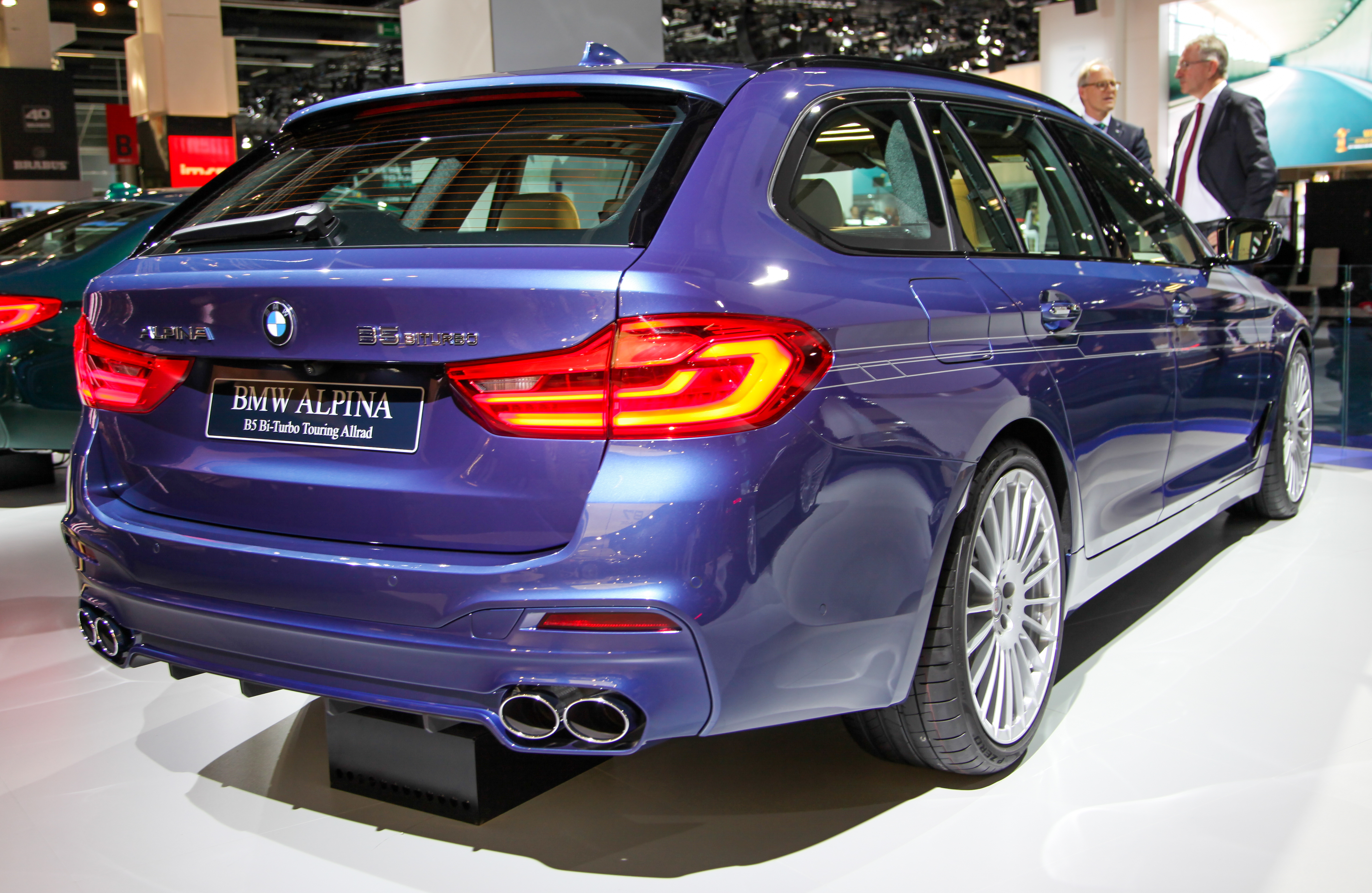
Vue arrière
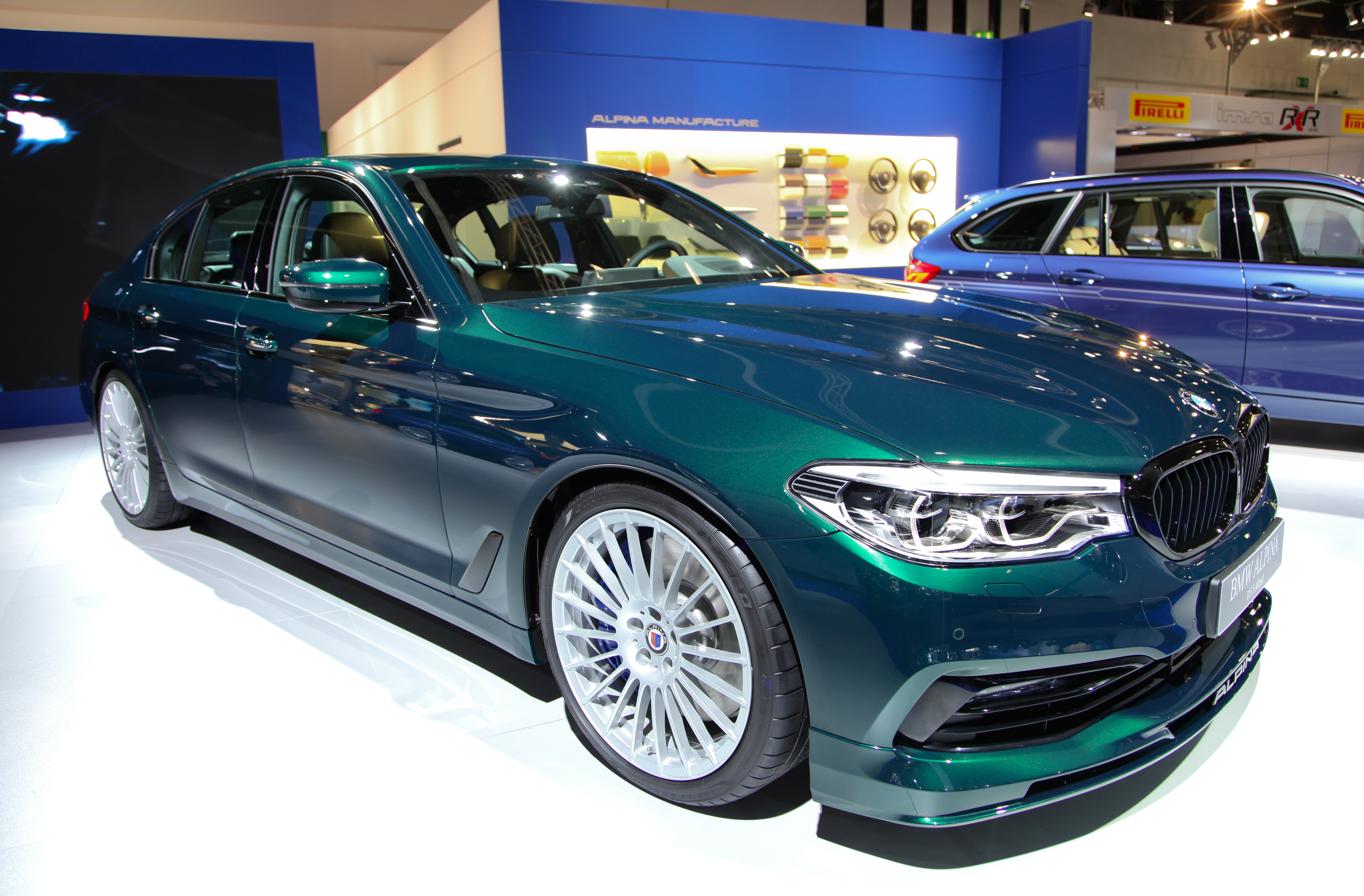
Alpina D5
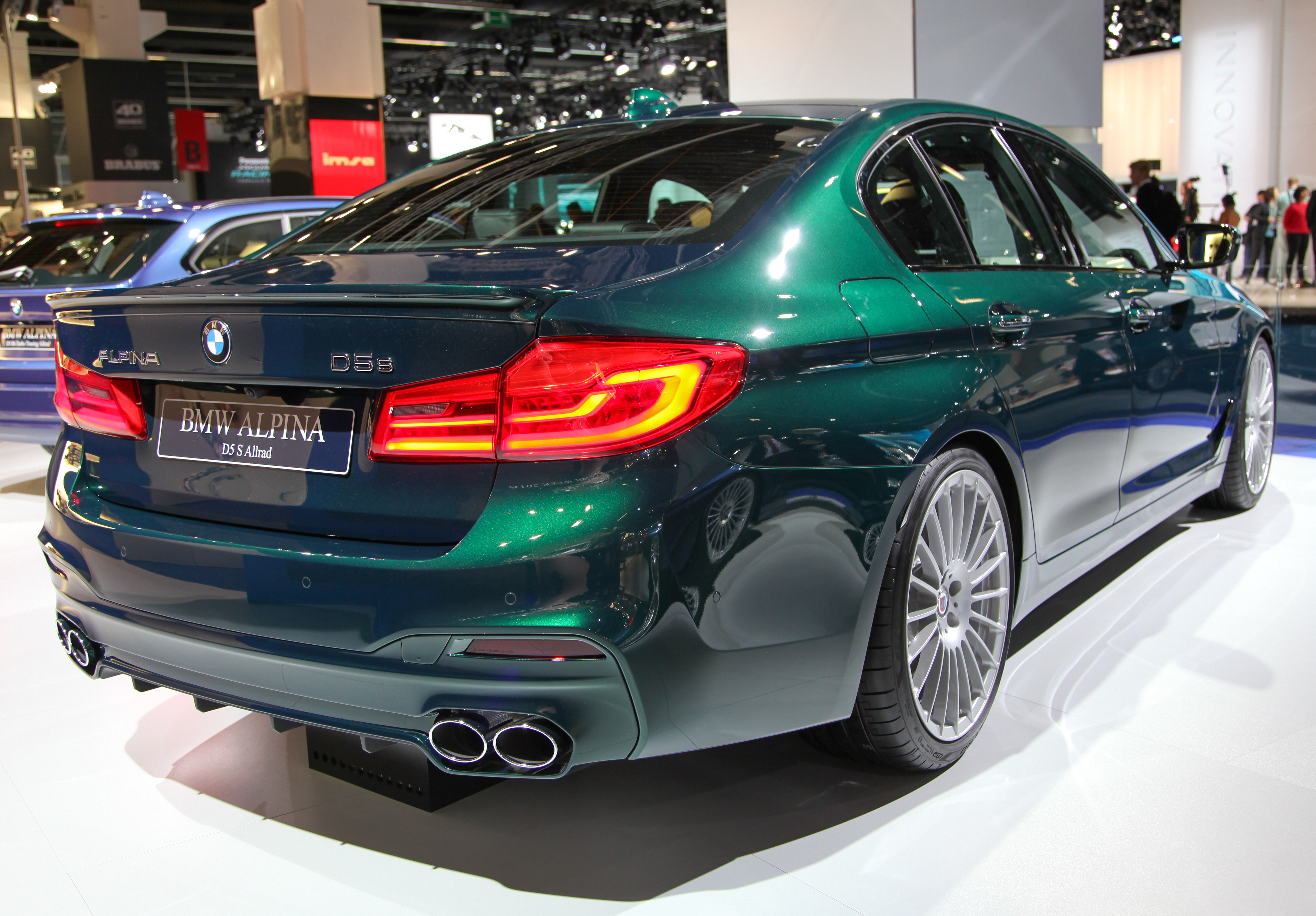
Vue arrière

Alpina développe ses propres versions luxueuses et très performantes de la Série 5. Les prototypes de la berline et du break sont aperçus dès le début de l'été 2016. La B5 Bi-Turbo Allrad est dévoilée au salon de Genève 2017, disponible en berline et break à partir de septembre. Son châssis est celui de la 540i xDrive associé à un moteur V8 bi-turbo essence dérivé de celui de la 550i de la génération précédente (F10) et équipant déjà la B7 Bi-Turbo. Ce moteur de 608 ch et 800 N m permet à la berline d’accélérer de 0 à 100 km/h en 3,5 s et d’atteindre 330 km/h (respectivement 3,7 s et 322 km/h pour le break). Cela en fait la berline et le break de série les plus rapides du monde en vitesse de pointe et parmi les plus rapides en accélération. Le B5 Touring est le seul break de série de type G31 à être doté d’un V8.
La B5 a quatre roues motrices, les roues arrière directrices, une boîte automatique à huit rapports, des suspensions, des freins, un échappement et des modes de conduite adaptés par Alpina. Cette configuration la rend assez similaire à la BMW M5 qui disposera des mêmes caractéristiques mais adaptées par BMW M.
Vendue exclusivement par des concessionnaires BMW agréés à vendre des Alpina, la B5 ne fait pas partie de la gamme BMW au contraire des B6 et B7 aux États-Unis et au Canada.
Dotée d'améliorations semblables à celles de la B5 (hors le moteur), la D5 S est annoncée en juillet 2017 et présentée au salon de Francfort 2017. Cette version Diesel, de 388 ch dans sa version à conduite à gauche, est la voiture de série Diesel la plus rapide du monde. Elle est basée sur la 530d xDrive.

##### Phase 1 (2017-2020)
|                              | Alpina B5 Bi-Turbo              | Alpina D5 S conduite à gauche   | Alpina D5 S conduite à droite   |
| Moteur                       | 8 cylindres en V                | 6 cylindres en ligne            | 6 cylindres en ligne            |
| Alimentation                 | Bi-Turbocompressé               | Tri-Turbocompressé              | Bi-Turbocompressé               |
| Cylindrée                    | 4 395 cm3                       | 2 993 cm3                       | 2 993 cm3                       |
| Puissance maxi               | 608 ch de 5 750 à 6 250 tr/min  | 388 ch de 4 000 à 5 000 tr/min  | 326 ch de 4 000 à 4 600 tr/min  |
| Couple maxi                  | 800 N m de 3 000 à 5 000 tr/min | 800 N m de 1 750 à 2 650 tr/min | 700 N m de 1 750 à 2 500 tr/min |
| Norme environnementale       | Euro 6                          | Euro 6                          | Euro 6                          |
| Boîte de vitesses            | Steptronic 8                    | Steptronic 8                    | Steptronic 8                    |
| Vitesse maxi (en km/h)       | 330 (break : 322)               | 286 (break : 283)               | 275                             |
| 0-100 km/h (en s)            | 3,5 (break : 3,7)               | 4,4 (break : 4,6)               | 4,9                             |
| Consommation (en L/100 km)   | 10,5 (break : 10,8)             | 6,6 (break : 6,9)               | 6,1                             |
| Émissions de CO2 (en g/km)   | 240 (break : 247)               | 174 (break : 182)               | 161                             |
| Capacité du réservoir (en L) | 66                              | 66                              | 66                              |
| Masse à vide (kg EU)         | 2 015 (break : 2120)            | 1 930 (break : 2035)            | 1 870                           |
| Disponibilité                | Mars 2017- Juin 2020            | Septembre 2017- Juin 2020       | Septembre 2017- Juin 2020       |

##### Phase 2 (2020-)
La phase 2 des B5 et D5 S est présentée le 10 juin 2020, quelques jours après le dévoilement de la Série 5 restylée. Elle présente des modifications esthétiques tandis que toutes les motorisations évoluent. La D5 S à conduite à droite est dorénavant dotée d’un système d’hybridation légère 48 V avec un moteur électrique apportant 11 ch supplémentaires lors des accélérations.
Fin janvier 2023, la B5 GT Limited Edition, produite à 250 exemplaires numérotés en berline et familiale, est lancée pour célébrer la fin de production de cette génération de Série 5. Les modifcation incluent un train arrière abaissé, de puissants freins Brembo et de jantes à la couleur Marron Volciano spécifique avec le lettrage B5 GT. En Allemagne, les prix démarrent à 145 500 € pour la berline et 148 500 € pour la familiale.
|                              | Alpina B5                       | Alpina B5 GT Limited Edition,   | Alpina D5 S conduite à gauche   | Alpina D5 S conduite à droite   |
| Moteur                       | 8 cylindres en V                | 8 cylindres en V                | 6 cylindres en ligne            | 6 cylindres en ligne            |
| Alimentation                 | Bi-turbocompressé               | Bi-turbocompressé               | Tri-turbocompressé              | Bi-turbocompressé               |
| Cylindrée                    | 4 395 cm3                       | 4 395 cm3                       | 2 993 cm3                       | 2 993 cm3                       |
| Puissance maxi               | 621 ch de 5 500 à 6 500 tr/min  | 634 ch de 5 500 à 6 500 tr/min  | 408 ch de 4 000 à 5 000 tr/min  | 347 ch de 4 000 à 4 200 tr/min  |
| Couple maxi                  | 800 N m de 2 000 à 5 000 tr/min | 850 N m de 3 500 à 5 000 tr/min | 800 N m de 1 750 à 2 750 tr/min | 730 N m de 1 750 à 2 750 tr/min |
| Norme environnementale       | Euro 6                          | Euro 6                          | Euro 6                          | Euro 6                          |
| Boîte de vitesses            | Steptronic 8                    | Steptronic 8                    | Steptronic 8                    | Steptronic 8                    |
| Vitesse maxi (en km/h)       | 330 (break : 322)               | 330 (break : > 322)             | 286 (break : 283)               | 275                             |
| 0-100 km/h (en s)            | 3,4 (break : 3,6)               | < 3,4 (break : < 3,6)           | 4,4 (break : 4,6)               | 4,8                             |
| Consommation (en L/100 km)   | 12 (break : 12)                 | -                               | 8,7 (break : 8,7)               | 7,4                             |
| Émissions de CO2 (en g/km)   | 272 (break : 272)               | -                               | 229 (break : 229)               | 192                             |
| Capacité du réservoir (en L) | 68                              | 68                              | 66                              | 66                              |
| Masse à vide (kg EU)         | 2 055 (break : 2 155)           | 2 055 (break : 2 155)           | 2 010 (break : 2 095)           | 2 020                           |
| Disponibilité                | Juin 2020 - Juin 2023           | Juillet 2023 -                  | Juin 2020 -                     | Juin 2020 -                     |